# Kamienica (gromada w powiecie bielskim)
Kamienica – dawna gromada, czyli najmniejsza jednostka podziału terytorialnego Polskiej Rzeczypospolitej Ludowej w latach 1954–1972.
Gromady, z gromadzkimi radami narodowymi (GRN) jako organami władzy najniższego stopnia na wsi, funkcjonowały od reformy reorganizującej administrację wiejską przeprowadzonej jesienią 1954 do momentu ich zniesienia z dniem 1 stycznia 1973, tym samym wypierając organizację gminną w latach 1954–1972.
Gromadę Kamienica z siedzibą GRN w Kamienicy (obecnie w granicach Bielska-Białej) utworzono – jako jedną z 8759 gromad na obszarze Polski – w powiecie bielskim w woj. stalinogrodzkim, na mocy uchwały nr 15/54 WRN w Stalinogrodzie z dnia 5 października 1954. W skład jednostki wszedł obszar dotychczasowej gromady Kamienica ze zniesionej gminy Mikuszowice w tymże powiecie. Dla gromady ustalono 27 członków gromadzkiej rady narodowej.
20 grudnia 1956 województwo stalinogrodzkie przemianowano (z powrotem) na katowickie.
1 stycznia 1969 z gromady Kamienica wyłączono część terenów o powierzchni 968,3417 ha, włączając ją do gromady Wapienica w tymże powiecie, po czym gromadę Kamienica zniesiono, a jej (pozostały) obszar włączono do sąsiadującego z nią miasta (na prawach powiatu) Bielska-Białej.